# BASF
BASF (Badische Anilin & Soda Fabrik) er en tysk kemivirksomhed, der blev grundlagt i 1865. Virksomheden producerer bl.a. plastikmaterialer til LEGO-klodser, kemikalier til farve og lak, CD-plader, medicinalprodukter samt kemikalier til landbruget.

## Historie
I 1925 fusionerede BASF med kemivirksomheden Agfa og medicinalvirksomhederne Bayer og Hoechst i den tyske kemi- og medicinalkoncernen I.G. Farben. Denne fusion blev opsplittet igen efter krigen af den amerikanske regering på grund af koncernens tætte samarbejde med nazi-styret i Tyskland i perioden 1933-45. Ved Nürnberg-processen i 1948 blev 13 af I.G. Farben's ledere, heraf flere fra BASF, idømt fængselsstraffe for krigsforbrydelser, plyndring af andre virksomheder, samt oprettelse og drift af koncentrationslejre og slavelejre under umenneskelige forhold.
Efter udskilningen fra I.G. Farben i 1951 blev BASF atter en selvstændig virksomhed. Efter krigen var BASF bl.a. storproducent af spole-, kassette-, og videobånd. Men efter at disse medier efterhånden er erstattet af ny teknologi, har man solgt denne produktion fra. Således blev der i en årrække produceret professionelle spolebånd efter BASF formular hos hollandske RMG, men produktionen er nu flyttet til den franske fabrik Pyral.

## Kviksølv-skandalen i Grindsted og Grenaa
BASF er også aktive i Danmark. I perioden 1982-2005 havde man produktion af vitaminer ved udvinding fra majsstivelse på pillefabrikken i Grenaa, og frem til 2014 i Kalundborg, på fabrikken Pronova Biopharma. Sidstnævnte fabrik er dog sat på hold, med henblik på at genoptage produktionen i fremtiden, hvornår vides ikke. 
Fabrikken i Grenaa blev i 2008 involveret i den såkaldte kviksølv-skandale på Grindstedværket, hvor det kom frem, at myndighederne havde fundet høje, sundhedsskadelige værdier af kviksølv i fabriksarbejdernes urin igennem to årtier, uden at disse var blevet informeret. Grindstedværket blev oprindelig opført af Danisco i 1962, men Danisco flyttede i 1979 fabrikken til Grenaa, og da BASF overtog fabrikken i 1982, fortsatte man fremstillingen af B2 vitamin med anvendelsen af kviksølv som hjælpestof igennem 15 år.
Sagen blev undersøgt af arbejdsskadestyrelsen, og en del af de ramte industriarbejdere anlagde erstatningssager gennem deres fagforening, 3F. Skønt sagerne havde overskredet forældelsesfristen på 20 år, gav man i 2008 alligevel dispensation, og dette udløste erstatninger til flere af de implicerede industriarbejdere, der havde arbejdet hos BASF i Grenaa.
Fremstillingen af B2 vitaminer i Grenaa ophørte i 1997, og frem til lukningen af pillefabrikken i 2005 koncentrerede BASF sig om produktionen af C-vitamin, som ikke kræver kviksølv som hjælpestof. 